# À travers l'univers (collection)
À travers l'univers est une collection hebdomadaire de romans destinés à la jeunesse paraissant le samedi, éditée par la Librairie Jules Tallandier, lancée à partir du 2 juillet 1932, au prix de 2,75 francs l'exemplaire. 
Elle fait suite à la collection « Voyages lointains et aventures étranges » lancée en 1927.
Cette nouvelle collection numérotée comprend deux séries, paraissant un samedi sur deux : la première s'intitule « Aventures étranges - Voyages lointains » (AEVL), privilégiant l'imaginaire, le fantastique voire la science-fiction, la seconde, « Aventures vécues de mer et d'outre-mer » (AVMO), centrée sur les voyages et l'exotisme inspirés de faits historiques. Les 9 premiers numéros portent uniquement le label « Aventures étranges - Voyages lointains », puis, à partir du 7 septembre 1932, les mentions alternent. 
Les premières illustrations de couverture sont signées Maurice Toussaint (M. T.).
Le 15 mai 1933, la série « Aventures vécues de mer et d'outre-mer » devient une collection à part, la numérotation reprenant à partir du numéro 1.
Des ouvrages avec mention « À travers l'univers » continuent d'être publiés ensuite, jusqu'en 1953, sans numéro de série. 

## Titres publiés

### 1932-1933 (45 titres)
- 1. Le Tour du monde d'un gamin de Paris par Louis Boussenard
- 2. Surcouf, roi des corsaires par Arthur Bernède
- 3. Les coureurs de Llanos par Henry Leturque
- 4. Vent-en-Panne, corsaire, par Jean Normand
- 5. Les brûleurs de galions par Albert Bonneau
- 6. Jean Bart, dieu des mers par Arthur Bernède
- 7. Les pirates de l'ivoire par Jean Clairsange
- 8. Le Maître du Mississipi par Pierre Mariel
- 9. La Piste de flamme par Ph. Noort
- 10. Hernando Cortez, le conquérant du Mexique par Charles Beaulieu (AVMO).
- 11. Aventures d'un gamin de Paris en Océanie par Louis Boussenard (AEVL)
- 12. Le Naufrage de « la Méduse » par Pierre Dukay
- 13. Jim Blood le négrier par Maurice de Moulins
- 14. Abdel-Kader, l'indomptable émir par Louis Granval
- 15. Le Roi de l'inconnu par Gaston de Wailly
- 16. Le Vainqueur des pavillon noir par Pierre Mariel
- 17. Denise, la fille du sorcier par Maurice Mario
- 18. Le Prospecteur de la Sierra par Jean Normand
- 19. La Vengeance des Afridis par Albert Bonneau
- 20. Le Destin tragique de James Cook par Pierre Maidière
- 21. L'Île du solitaire par Maurice Champagne
- 22. Samuel Champlain, « premier des Canadiens » par Charles Beaulieu
- 23. Les renégats de Marrakech par Maurice de Moulins
- 24. Sous les sagaies des cannibales par Pierre Mariel
- 25. Le Brick sanglant par Gaston de Wailly
- 26. Tombouctou la mystérieuse par Jean Normand
- 27. Le Cavalier du crépuscule par Albert Bonneau
- 28. Au pays des Amazones par Jean d'Arjanse
- 29. Le Campong aux têtes fumées par André Falcoz
- 30. La Vie extraordinaire de Barberousse par Louis Granval
- 31. L'Arche en dérive par Norbert Sevestre
- 32. Les héros de Tuyen-Quan par Pierre Dukay
- 33. Le Napoléon des îles par Gaston de Wailly
- 34. L'Émir félon, Samory roi du Soudan par Félix Léonnec
- 35. Le Capitaine Tête-de-Mort par Maurice de Moulins
- 36. Charles de Foucauld au Maroc par Pierre Mariel
- 37. À l'ombre du Bouddha vivant par Marcel Vigier
- 38. À la conquête du Sénégal par Jean d'Arjanse
- 39. La Nuit de l'engoulevent par Pierre Dennys
- 40. Maximilien, l'empereur martyr par Pierre Maidières
- 41. Le Meurtrier du globe par Gaston de Wailly
- 42. Les pèlerins de l'inconnu par Jean Normand
- 43. Morok, l'orang-outang par Maurice de Moulins
- 44. Duquesne l'intraitable par Charles Beaulieu
- 45. Les Mystères du Mas Perdu par Jean Clairsange

### Nouvelle série publiée à partir du 15 mai 1933 (22 titres)
- 1. Savorgnan de Brazza au Congo par Pierre Mariel
- 2. Sur la route du Niger par Jean d'Arjanse
- 3. Les Aventures de Jacques Cartier par José Douro
- 4. Le Napoléon du Cap, Cecil Rhodes par Pierre Dukay
- 5. Les exploits de Duguay-Trouin par Louis Granval — lire sur Gallica
- 6. Godefroy de Bouillon à la croisade par Pierre Mariel
- 7. Le Survivant du « Mercure » par Jean Normand
- 8. Les Héros de l'Antarctique par Albert Bonneau
- 9. De Paris à Palikao par Pierre Maidière
- 10. Vers le Tchad mystérieux par Jean d'Arjanse
- 11. L'Infatigable Bougainville par Charles Beaulieu
- 12. Le Drame du Transsaharien par George Fronval
- 13. Vasco de Gama, grand amiral de la mer des Indes par Louis Granval
- 14. Le Pays des cent mille embûches par Maurice de Moulins
- 15. Qui vive ?... France !... La mission Marchand, 1895-1899 par Félix Léonnec
- 16. Les Libérateurs des Noirs de Jean Normand
- 17. Les Français en Égypte par Pierre Dukay
- 18. Le Sachem rouge par Albert Bonneau [Jacques Chambon]
- 19. Cervantès chez les pirates d'Alger par Pierre Marcel
- 20. La Loi du talion. La Vengeance de Dominique de Gourgues par José Douro
- 21. Les conquérants du Gabon par Jean d'Arjanse
- 22. Tourville « le Roi-soleil de la marine » par Charles Beaulieu (13 janvier 1934)

### Titres non numérotés (après janvier 1934)
- 1935
  - Uraga le forban par Thomas Mayne Reid
- 1936
  - Le Carré diabolique par Georges Le Faure
  - Les gangsters des tropiques par Albert Bonneau
- 1939
  - Le Zouave de Malakof par Louis Boussenard
  - Les pygmées par Norbert Sevestre
  - L'Aviateur du grand chaco par François de Gondou
- 1944 
  - Les vengeurs du soleil par Jean Normand, couverture d'Armand Rapeño
- 1951
  - Gaspar le gaucho par Thomas Mayne Reid
- 1952
  - Contes de l'Inde par Rudyard Kipling, tr. de l'anglais par René Lécuyer
  - La Guerre des mondes par H. G. Wells, tr. de l'anglais par Henry-D. Davray
- 1953 
  - Le Bateau qui pleure par Roger Vercel
  - La Citadelle des glaces par Paul Alpérine
  - Le Péril bleu par Maurice Renard
  - L'Île des phoques par Georges Blond
  - L'Appel lointain (la Guerre des phoques) par Edison Marshall, tr. de l'anglais par Louis Postif
  - La Folie malaise, histoire d'une rivière d'Orient par Joseph Conrad, tr. de l'anglais par René Lécuyer
  - Le Mystère de Cloomber par Arthur Conan Doyle, tr. de l'anglais par René Lécuyer
  - La Flèche noire par Robert Louis Stevenson, adapt. par Eliezer Fournier
  - Les bâtisseurs de ponts par Rudyard Kipling, tr. par Louis Fabulet et Robert d'Humières
  - Moby Dick par Herman Melville, tr. de l'anglais par Jacques Marcireau